# فدریکو کوساتو
فدریکو کوساتو (انگلیسی: Federico Cossato؛ زادهٔ ۷ اوت ۱۹۷۲) بازیکن فوتبال اهل ایتالیا است.
از باشگاه‌هایی که در آن بازی کرده‌است می‌توان به باشگاه فوتبال کیه‌وو ورونا اشاره کرد.